# Fort Riley-Camp Whiteside
Fort Riley-Camp Whiteside es un lugar designado por el censo ubicado en el Condado de Geary en el estado estadounidense de Kansas. En el año 2000 tenía una población de 103 habitantes y una densidad poblacional de 57,22 personas por km².

## Geografía
Fort Riley-Camp Whiteside se encuentra ubicado en las coordenadas 39°5′5″N 96°46′17″O / 39.08472, -96.77139 (39.084758, -96.771370).

## Demografía
Según la Oficina del Censo en 2000 los ingresos medios por hogar en la localidad eran de $46,250, y los ingresos medios por familia eran $46,250. Los hombres tenían unos ingresos medios de $18,438 frente a los $11,250 para las mujeres. La renta per cápita para la localidad era de $12,718. Alrededor del 0% de la población estaban por debajo del umbral de pobreza.